# Legeriosimilis whitneyi
Legeriosimilis whitneyi är en svampart som beskrevs av Strongman & M.M. White 2008. Legeriosimilis whitneyi ingår i släktet Legeriosimilis och familjen Legeriomycetaceae.   Inga underarter finns listade i Catalogue of Life.